# 無錫スポーツセンター
無錫スポーツセンター(むしゃくスポーツセンター、中: 无锡体育中心)は、中国江蘇省無錫市にある多目的スタジアム。

## スタジアム
スタジアムは30,000名収容で、サッカー、陸上競技などに対応。また、屋内競技用の体育館も併設されている。2009年に行われた2009年世界女子ハンドボール選手権では、体育館がグループリーグの会場として使用された。